# Pinheyia lymantrioides
Pinheyia lymantrioides är en fjärilsart som beskrevs av Sergius G. Kiriakoff 1971. Pinheyia lymantrioides ingår i släktet Pinheyia och familjen tandspinnare. Inga underarter finns listade i Catalogue of Life.